# Albrecht Viktor Blum
Albrecht Viktor Blum (* 1888 in Brünn; † 16. Mai 1959 in Mexiko-Stadt) war ein österreichischer Filmregisseur, Filmeditor, Schauspieler und Theaterregisseur.

## Leben
Er diente in der k.u.k. Armee und brachte es bis zum Oberleutnant. In Berlin wirkte er als Komparse in einigen Filmen mit, in der gleichen Funktion arbeitete er an der Volksbühne Berlin bei Erwin Piscator. Bei einer Kundgebung am 30. März 1927 trat Blum erstmals öffentlich hervor, indem er als Sprecher der Komparserie die Solidarität der Komparserie mit Piscator erklärte.
Bei der Verfilmung von Ernst Tollers Hoppla, wir leben! durch Curt Oertel im Jahr 1927 war es Blums Aufgabe, authentisches Filmmaterial der letzten zehn Jahre in den Archiven der Filmgesellschaften zu suchen und zu montieren. Aus Wochenschau-Berichten stellte er 1928 die Filme Was wir wollen – Was wir nicht wollen für den gleichnamigen kommunistisch kontrollierten Volksfilmverband sowie Zeitbericht – Zeitgesicht zusammen. Letzterer wurde von der Zensur nicht freigegeben.
Im selben Jahr wurde Blum der Schnitt des Films Das Dokument von Shanghai anvertraut, einer Coproduktion von Willi Münzenbergs Prometheus Film und der Moskauer Meshrabpom über den Beginn des Chinesischen Bürgerkriegs. In den nächsten Jahren arbeitete Blum an zahlreichen weiteren Filmen für die Prometheus Film sowie deren Tochter, das Filmkartell „Weltfilm“. Auf diese Weise leistete Blum, der Mitglied mehrerer kommunistischer Organisationen war, einen wesentlichen Beitrag zur Entwicklung des Kompilationsfilms.
1929 führte er Regie in Aufstieg – Ein Film vom Werden und sozialen Wirken des Verbandes der Fabrikarbeiter Deutschlands, dessen Darsteller durchweg echte Arbeiter waren. Seine nächsten drei Filme waren Werbefilme für kommunistische Organisationen, dann folgten Kultur- und Dokumentarfilme.
Als sein Förderer Piscator 1931 nach Moskau ging, schuf Blum im Auftrag des Evangelischen Presseverbandes und der Evangelischen Frauenhilfe den mittellangen Film Der große Strom. Ein Film von Mutter und Volk, der die Zensur nur mit einem Jugendverbot passierte.
Mit dem Konkurs von Münzenbergs Firmen Prometheus Film und Weltfilm im Jahr 1932 verlor Blum eine wichtige Einnahmequelle. Er übernahm allem Anschein nach (erwähnt als „A. Blum“) Ende des Jahres den Posten eines Kameraassistenten in der Friedrich-der-Große-Verklärung Der Choral von Leuthen.
Nach der „Machtergreifung“ der Nationalsozialisten emigrierte er 1933 in die Tschechoslowakei. Blum erhielt als Schauspieler ein Engagement am Theater von Reichenberg, wurde aber wegen Aktivitäten für die Tschechische Kommunistische Partei verhaftet und ausgewiesen. 1936 war er als Mitglied der Internationalen Brigaden in Spanien, dann ging er nach Mexiko.
Er wirkte dort bei Veranstaltungen des Heinrich-Heine-Klubs mit, der im November 1941 gegründet wurde und unter der Leitung von Anna Seghers, Erwin Römer und Egon Erwin Kisch stand. Am 23. Januar 1943 inszenierte er Kischs Theaterstück Himmelfahrt der Galgentoni und am 17. Juli 1943 Johannes R. Bechers Hundert Kilometer vor Moskau, worin er selbst den Richter des Volksgerichtshofs spielte. In verschiedenen anderen Stücken war er ausschließlich als Schauspieler beteiligt.
Im Januar 1942 trat er der Bewegung Freies Deutschland bei, hielt Vorträge, schrieb Zeitschriftenbeiträge und verdiente sich seinen Lebensunterhalt als Fotograf. 
1944 wanderte er nach Mexiko aus und lebte in Mexiko City. Am 28. August 1949 führte er Regie bei einer Aufführung von Faust I im Saal Bellas Artes und spielte selbst den Mephisto. 
Er starb im Mai 1959 an Magenkrebs.

## Filmografie
- 1921: Brennendes Land (Schauspieler)
- 1922: Marizza, genannt die Schmugglermadonna (Schauspieler)
- 1922: Vanina (Schauspieler)
- 1922: Herzog Ferrantes Ende (Schauspieler)
- 1927: Gewitter über Gottland (Schauspieler)
- 1927: Hoppla, wir leben! (Archivfilm-Recherche)
- 1928: Was wir wollen – Was wir nicht wollen (Regie, Schnitt)
- 1928: Zeitbericht – Zeitgesicht (Regie)
- 1928: Hunderttausende im Kampf (Regie, Schnitt)
- 1928: Im Schatten der Maschine (Regie)
- 1928: Das Dokument von Shanghai (Schnitt)
- 1929: Kreuzzug der Maschine (Regie, Schnitt)
- 1929: Aufstieg – Ein Film vom Werden und sozialen Wirken des Verbandes der Fabrikarbeiter Deutschlands (Regie)
- 1929: Herz, Stadttiere, Industrie und tiefere Bedeutung: Ein Montagetraum von Albrecht Viktor Blum, gewidmet dem Bauhaus Dessau (Regie)
- 1929: Kreislauf des Wassers (Regie)
- 1929: Quer durch den Sport (Regie)
- 1929: Welthafen (Schnitt)
- 1930: Tatsachen – Das zeigt Euch seit 10 Jahren die AIZ (Regie, Schnitt)
- 1930: Welt und Arbeit (Regie)
- 1930: Rotterdam (Regie)
- 1930: Sprengt die Ketten! (Regie, Schnitt)
- 1930: Des Kaisers Kulis (Regie, Produzent)
- 1930: Rot Sport marschiert (Regie)
- 1930: Stadt und Hafen Rotterdam (Regie)
- 1930: Im Schatten der Weltstadt (Regie)
- 1930: Holländische Reise. Ein Filmbericht (Regie)
- 1931: Mit der Handkamera durch Dalmatien (Regie)
- 1931: Der große Strom. Ein Film von Mutter und Volk (Kamera, Regie)
- 1934: Karl Kraus. Aus eigenen Schriften (Aufnahmeleitung)